# Ariathisa alychnodes
Ariathisa alychnodes är en fjärilsart som beskrevs av Turner 1939. Ariathisa alychnodes ingår i släktet Ariathisa och familjen nattflyn. Inga underarter finns listade i Catalogue of Life.